# Erich Streuber

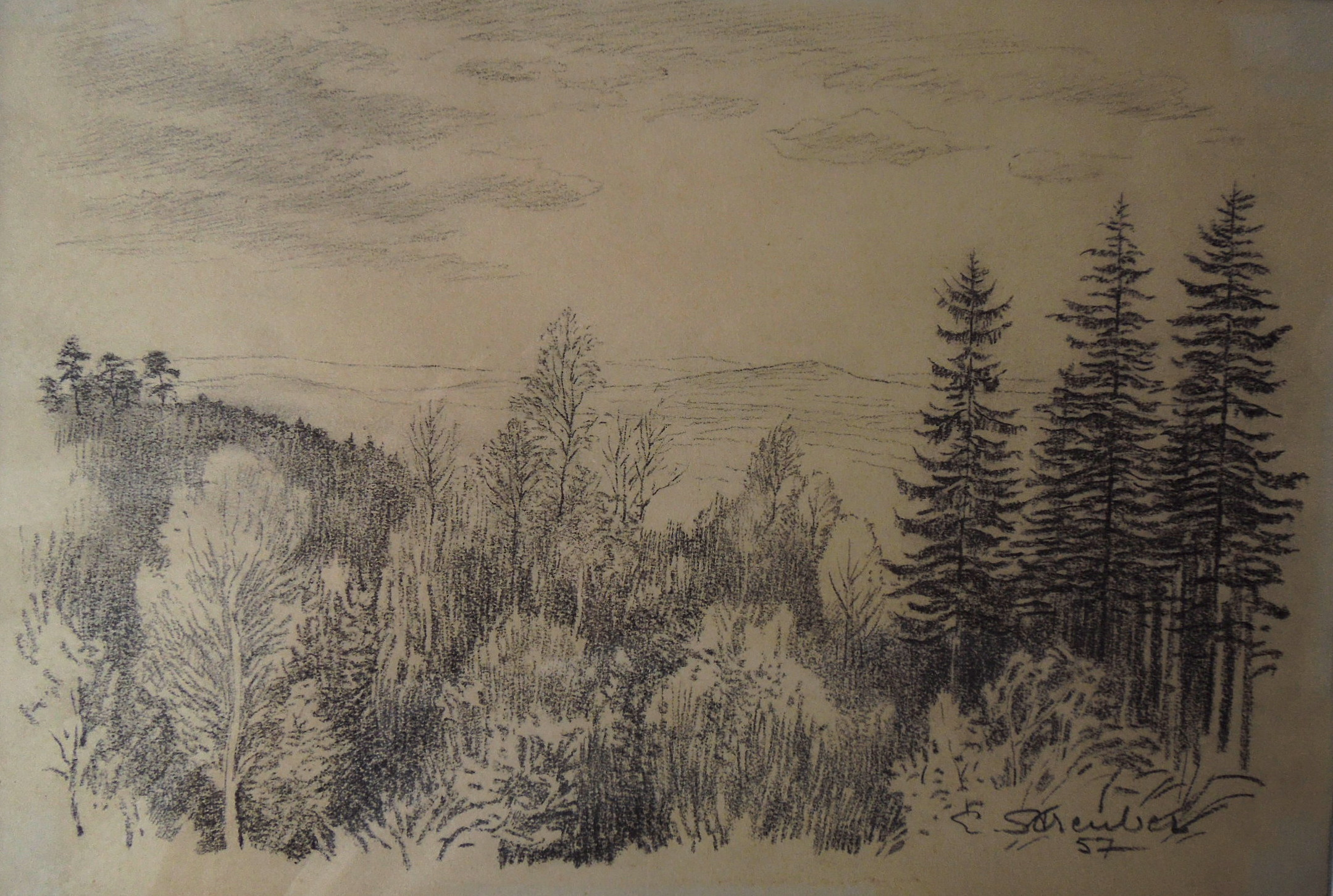
Bleistift auf Zeichenpapier

Erich Streuber (* 28. April 1895 in Roßlau; † 13. Juni 1989 in Dessau) war ein deutscher Künstler.

## Leben
Erich Streuber wurde am 28. April 1895 als Sohn eines Bautechnikers in Roßlau geboren. Ein Stipendium der Porse-Stiftung ermöglichte ihm ein Studium an der Kunstgewerbeschule in Dessau in den Jahren von 1913 bis 1914, dem ein Studium an der Kunsthochschule in Weimar folgte, wo er Schüler von Walther Klemm und Fritz Mackensen war. Von 1915 bis 1918 war er Soldat im Ersten Weltkrieg und befand sich danach bis 1919 in Kriegsgefangenschaft in England. Von 1920 bis 1922 studierte er als Schüler von Kay H. Nebel  an der Kunstakademie in Kassel und schloss dort mit einer Zeichenlehrerprüfung mit Pädagogik-Diplom ab.
Ab 1924 arbeitete er als Lehrer an der Kunstgewerbeschule in Dessau und hospitierte drei Jahre später am Bauhaus Dessau bei Paul Klee und Wassily Kandinsky. 1933 wurde er als Lehrer nach Zerbst versetzt. Fünf Jahre später begann seine Ballenstedter Tätigkeit als Kunsterzieher und freischaffender Maler. Erst 1964 kehrte er nach Dessau zurück. Im Alter von 94 Jahren starb der Künstler im Juni 1989.

## Rezeption
Streuber war auf Ausstellungen in Kassel, Dessau, Magdeburg, Halle, Quedlinburg, Eisenach, Nordhausen, Ballenstedt, Mühlhausen vertreten. Im Jahre 1996 wurde auf dem Schloss Ballenstedt das Streuber Gedenkzimmer eröffnet.

## Werke (Auswahl)

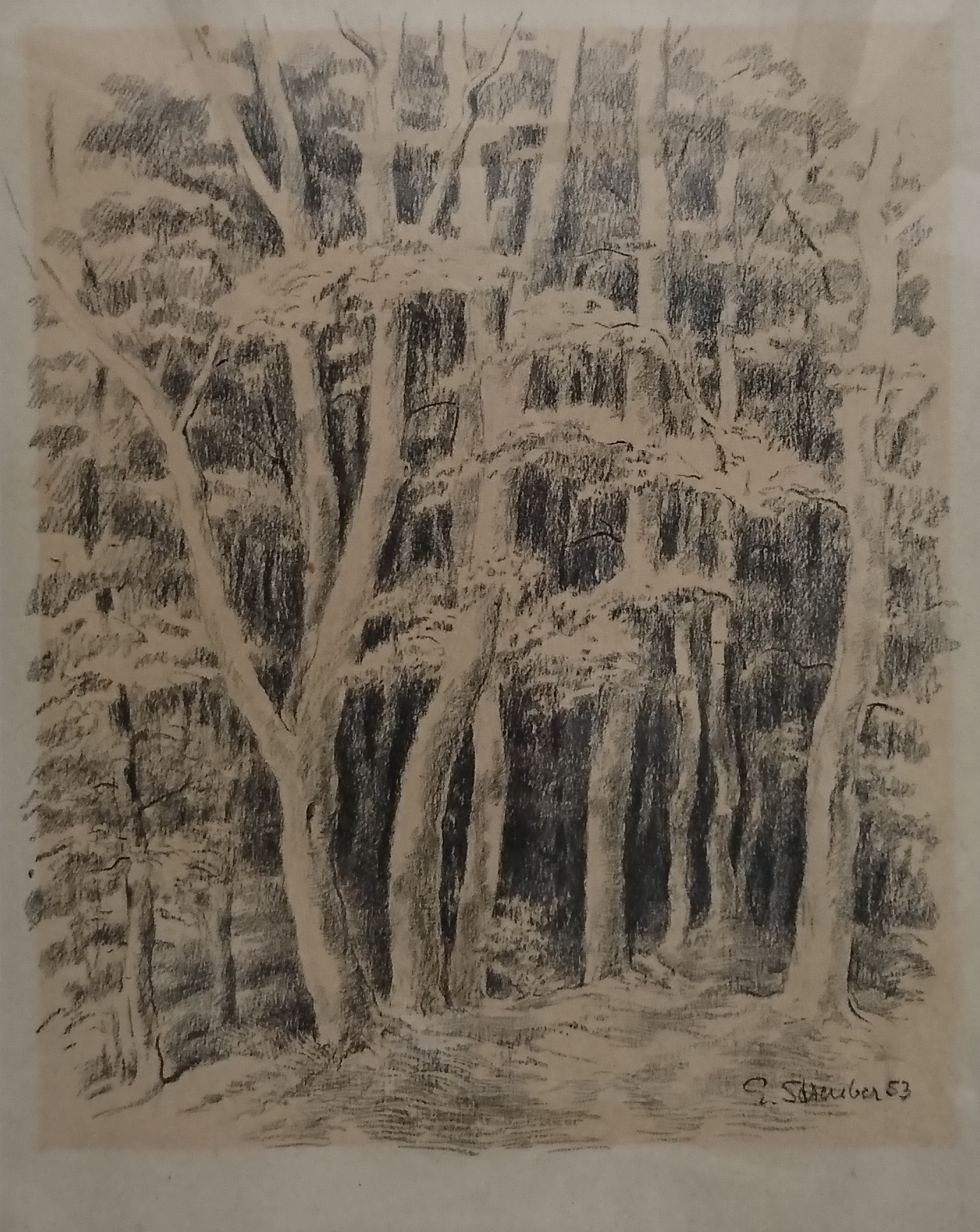
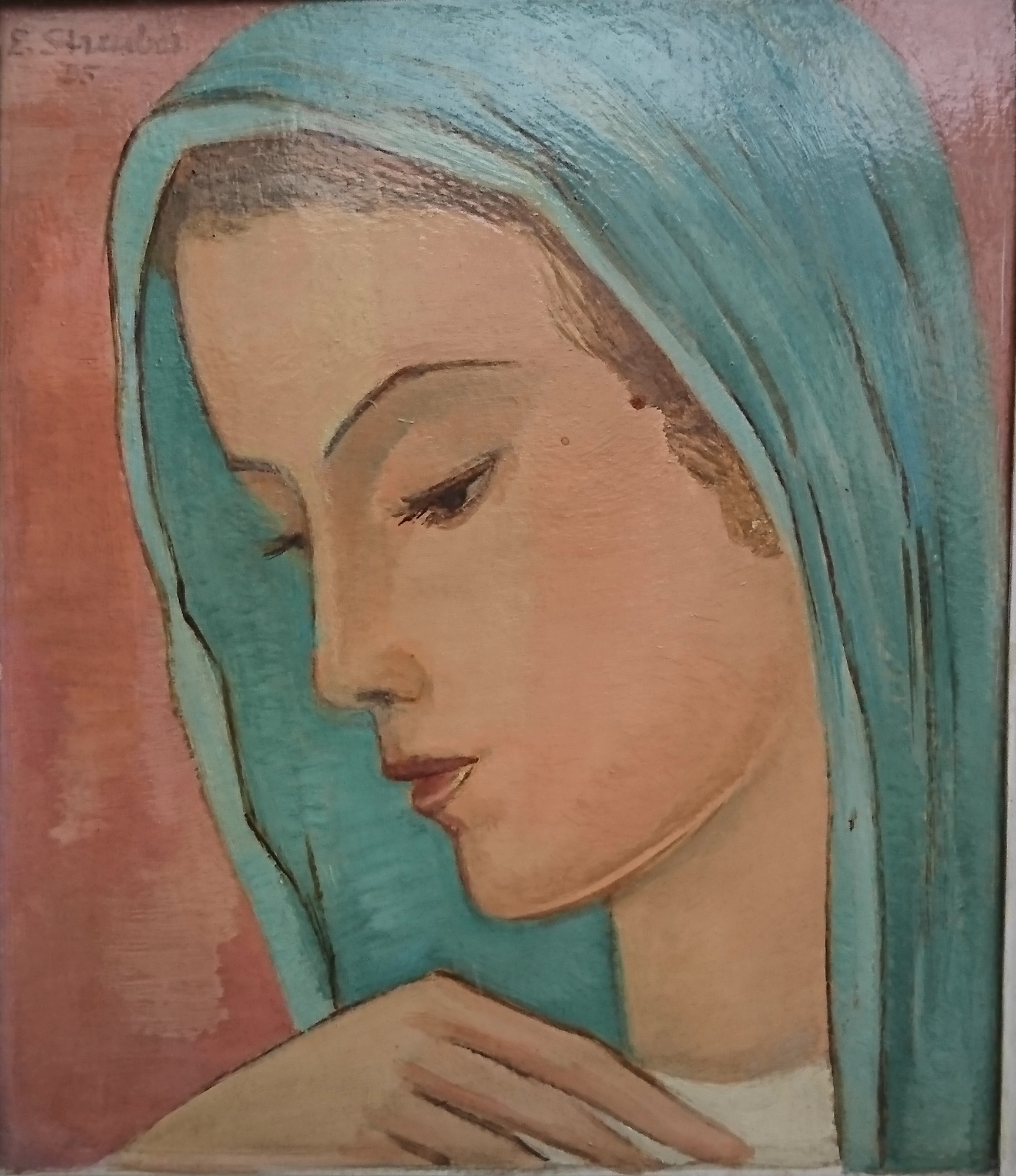
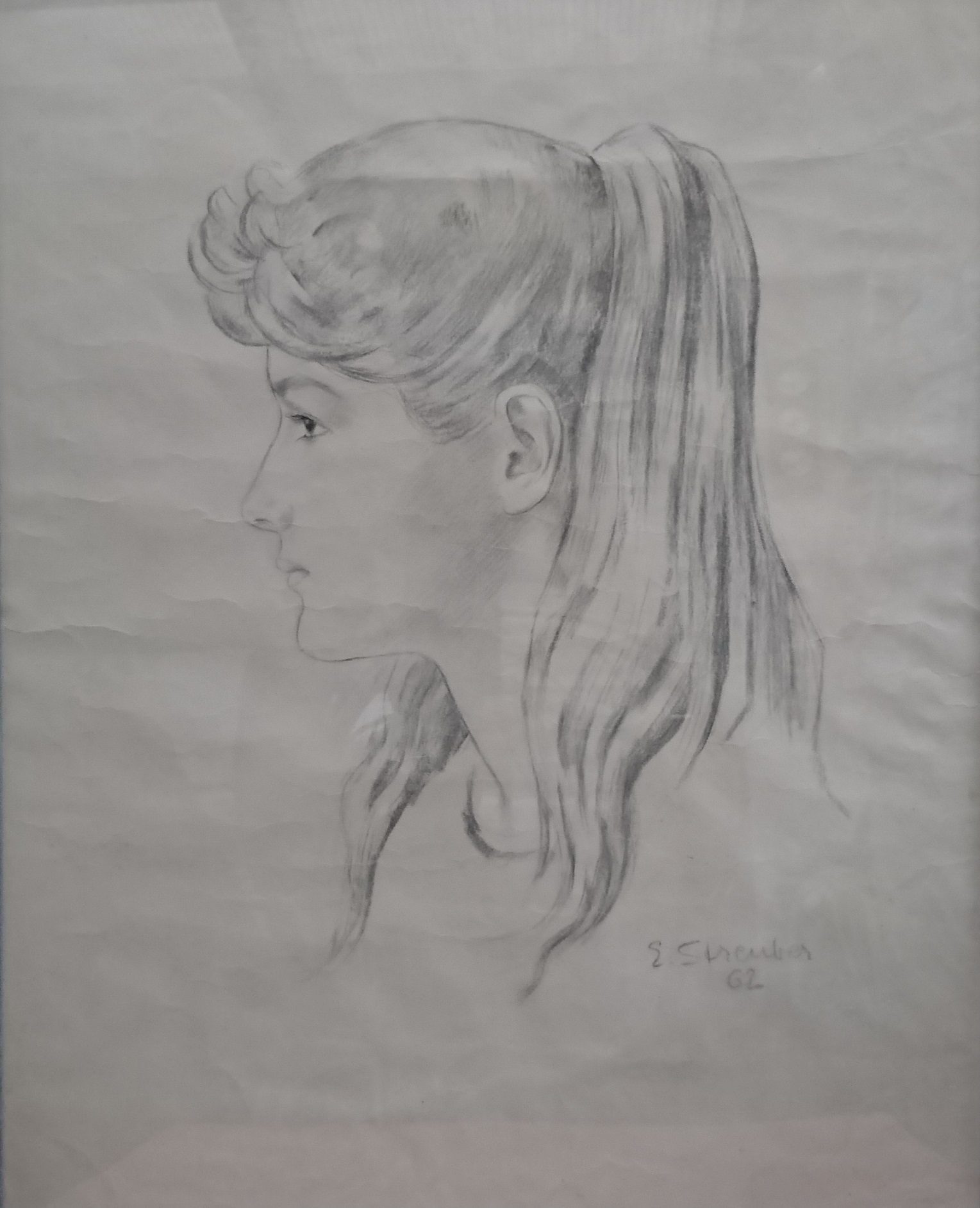
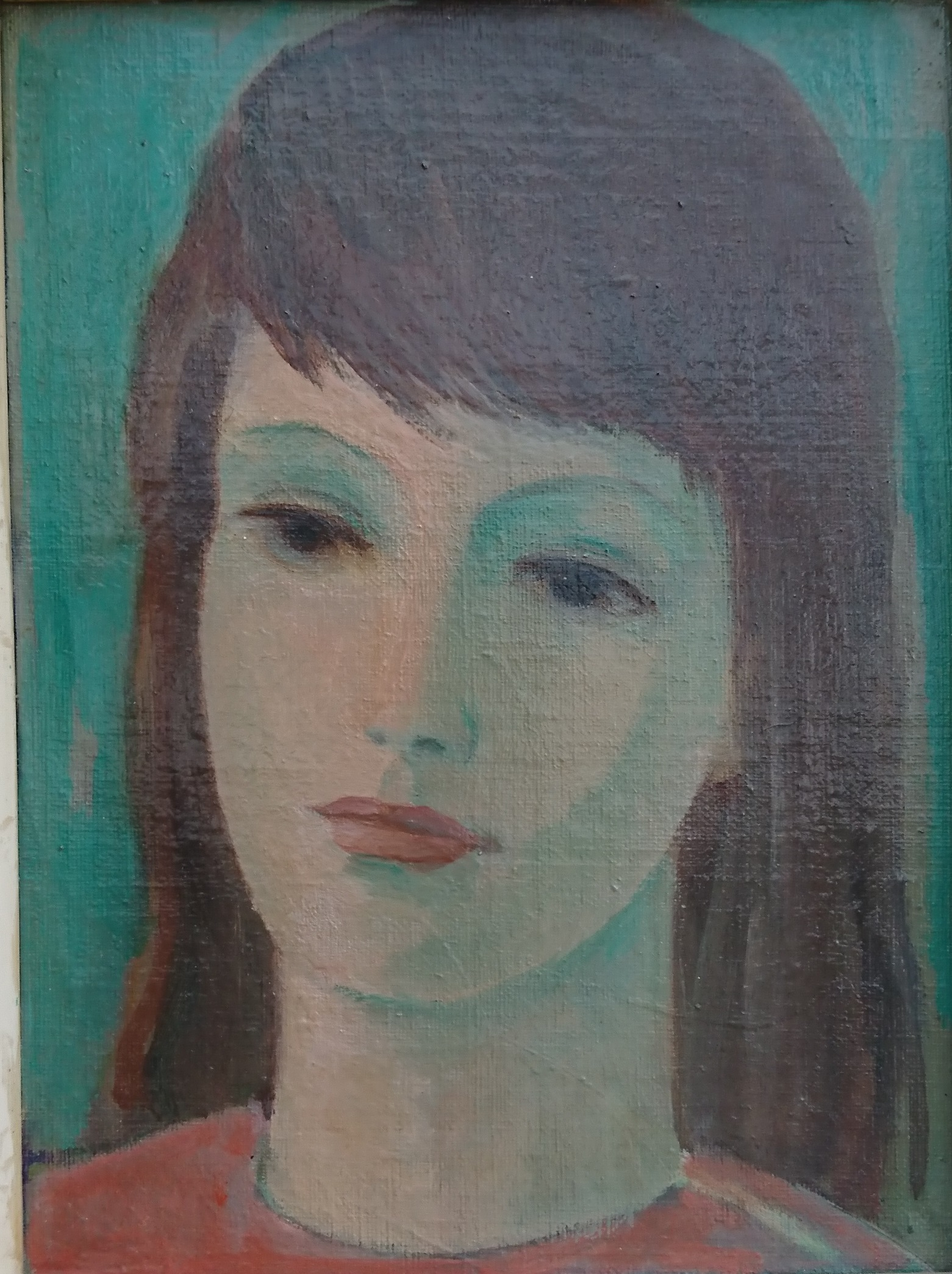
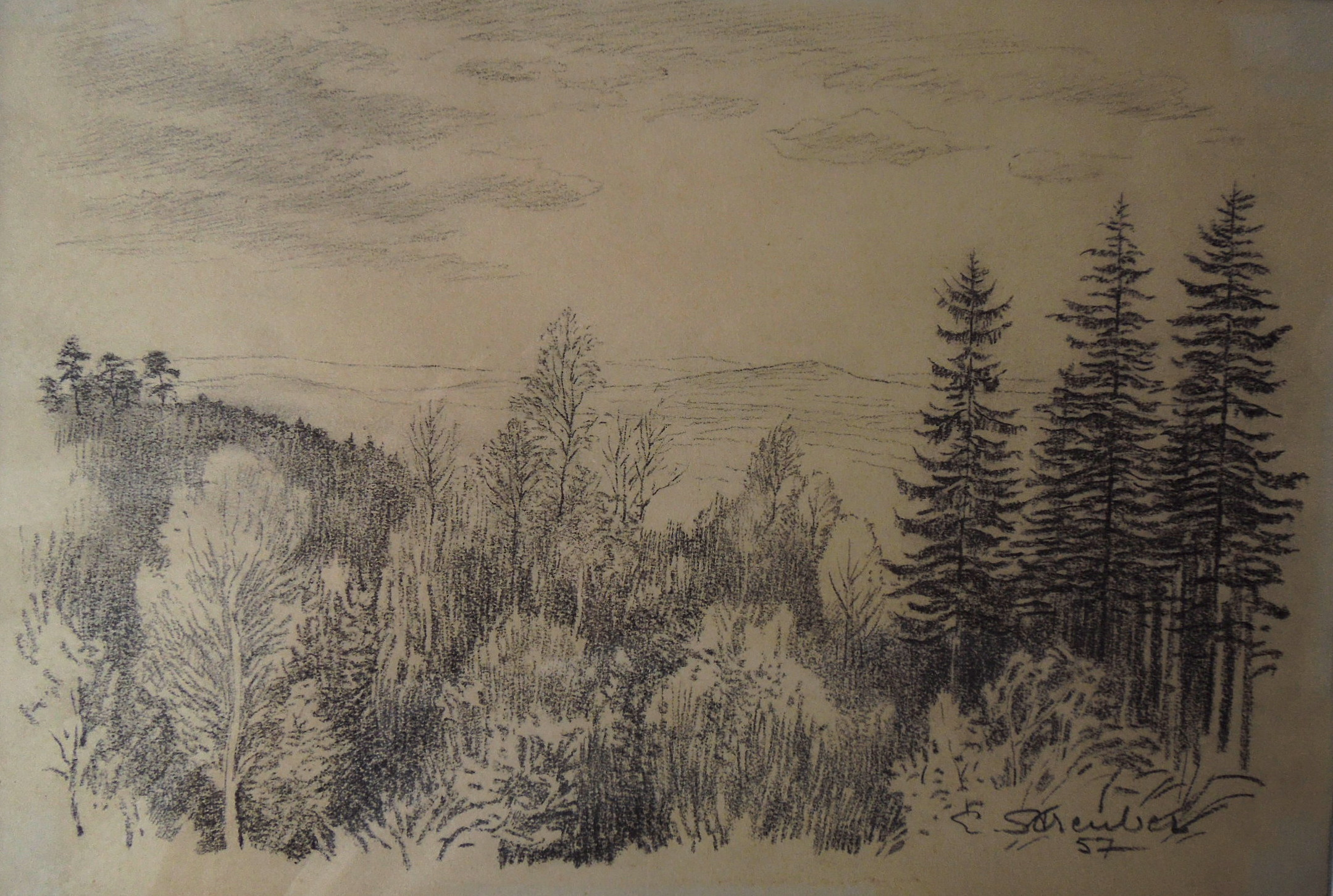
Bleistiftzeichnung auf Zeichenpapier
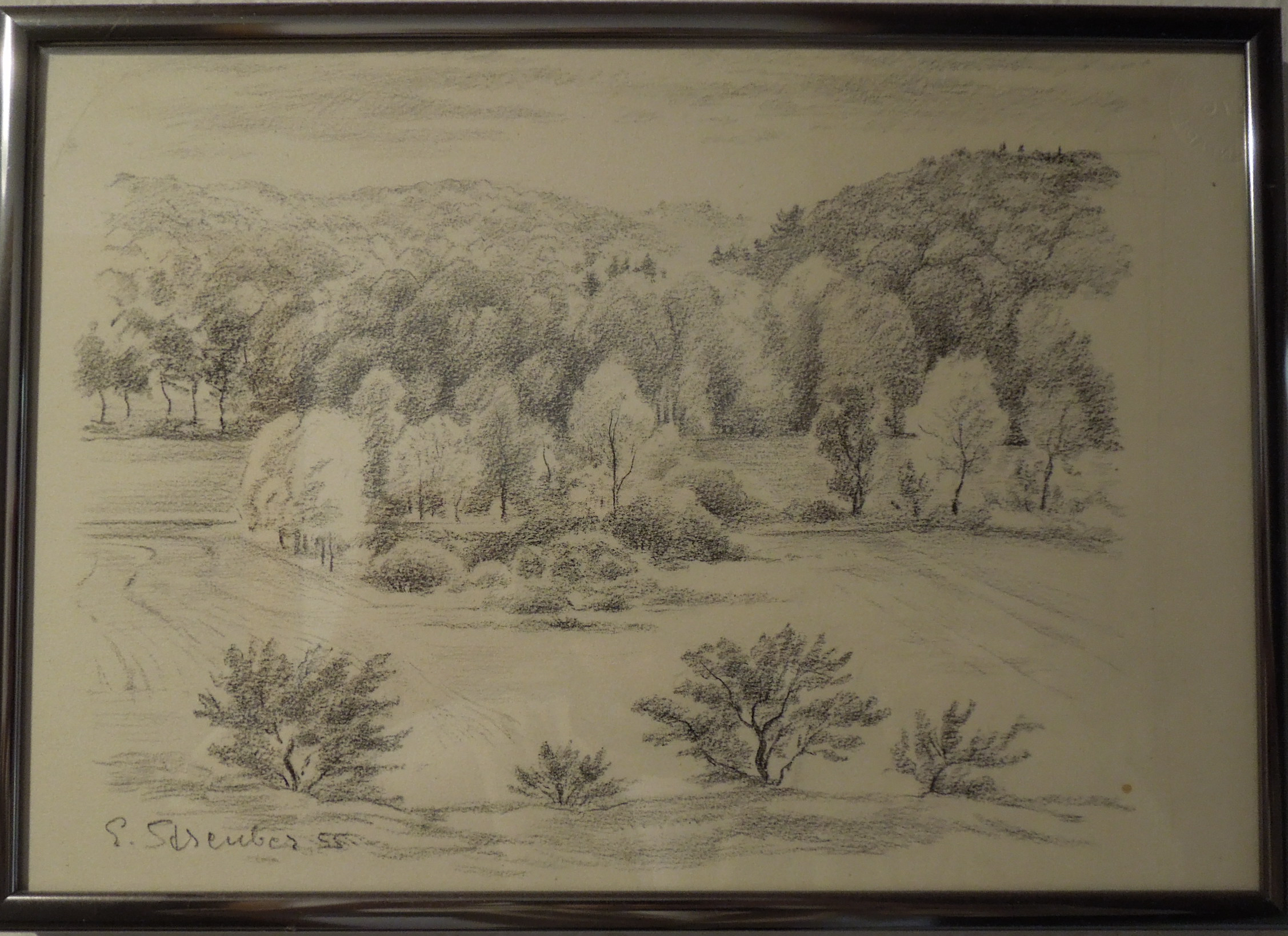
Bleistiftzeichnung auf Zeichenpapier